# Antonio Maria Viani

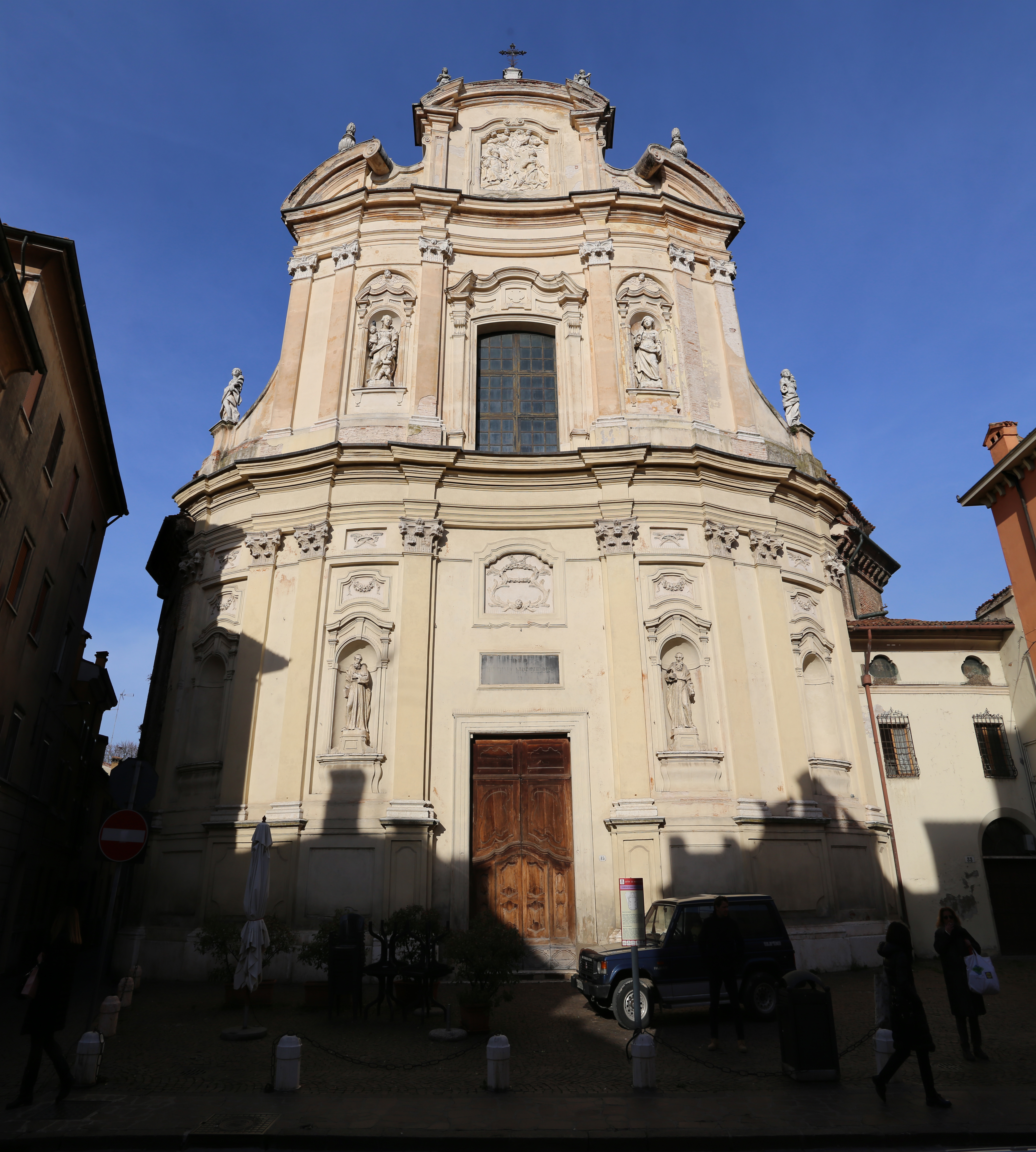
Mantoue, église de San Maurizio

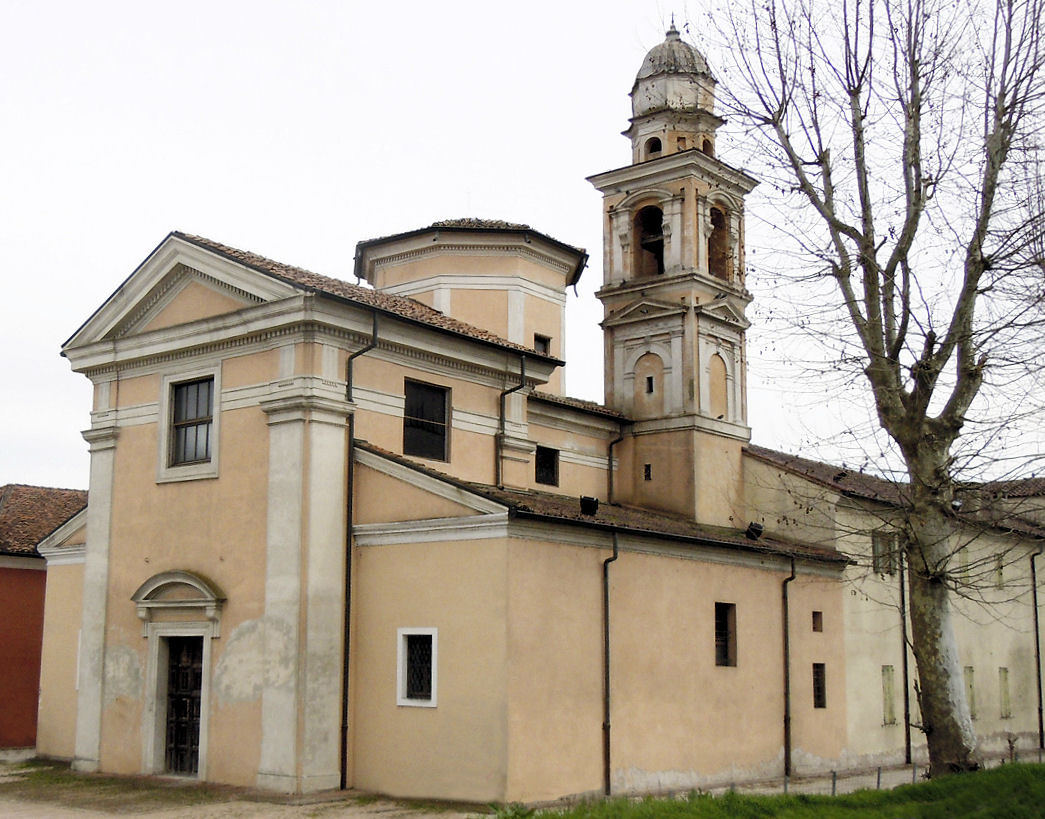
Susano, ancienne église de l'Assomption

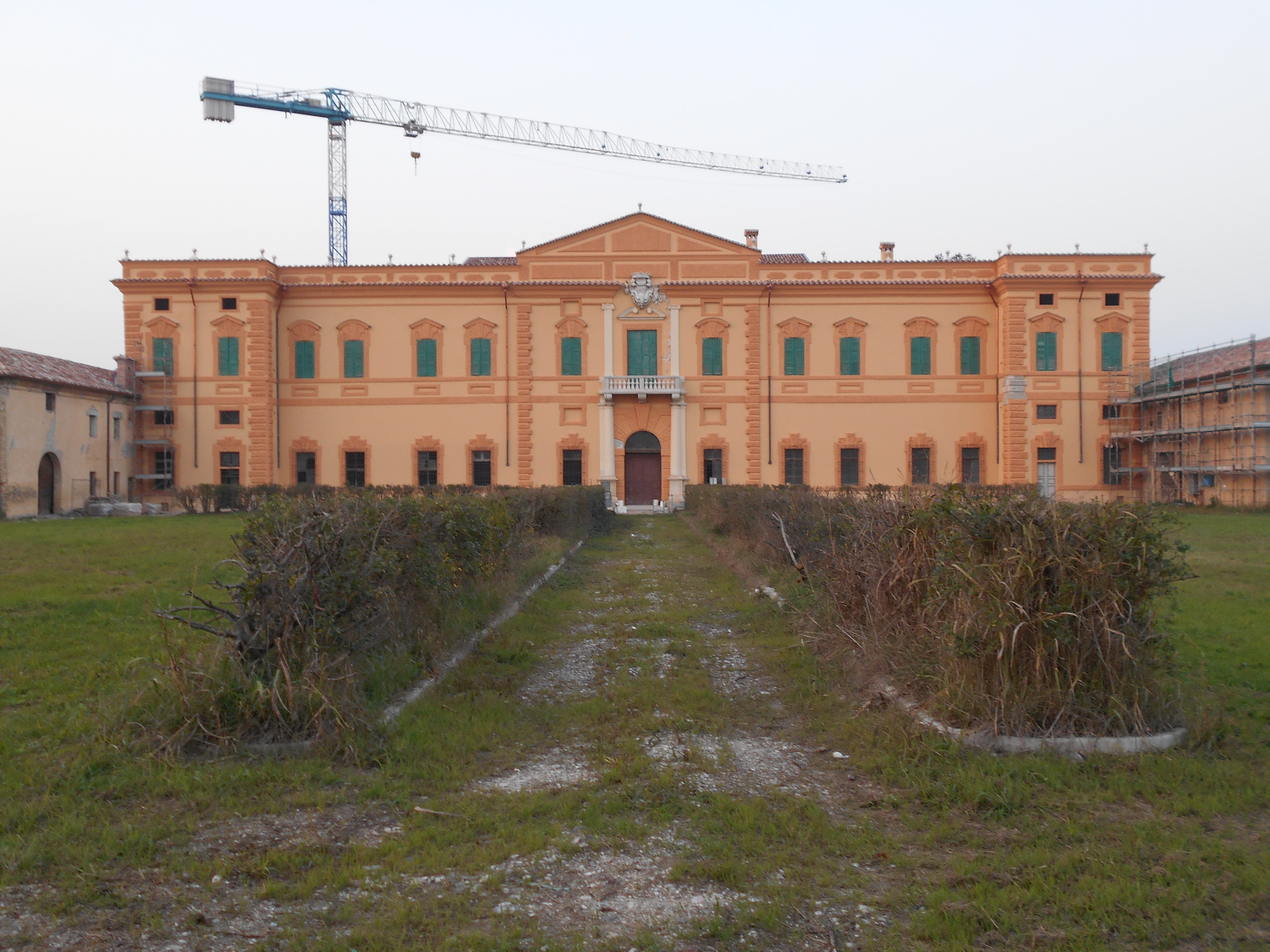
Villa San Giacomo delle Segnate Arrigona

Antonio Maria Viani (Crémone, vers 1550 - Mantoue, vers 1635) est un architecte et un peintre italien.

## Biographie
Antonio Maria Viani fut l'élève de Giulio Campi (Crémone, environ 1508 - 1573) dans sa ville natale de Crémone. En 1586, il s'installe à Munich au service du duc Guillaume V de Bavière. Il entretient des relations étroites avec les autres artistes actifs à la cour, tels Frederick Sustris (vers 1540 - Munich 1599) et Pieter de Witte dit "Candid" (Bruges? vers 1548 - Munich 1628).  
En 1591, il est appelé à la cour de Mantoue par le duc Vincent Ier Gonzague, où il occupe le poste de préfet des Bâtiments, poste qu'avaient occupé avant lui Jules Romain et Giovan Battista Bertani. Il se consacre à de nombreuses activités artistiques: peintre, architecte urbain, dessinateur d'emblèmes et de devises, concepteur de décors de théâtre, conseiller culturel. Il conçoit  notamment la Palazzina del bosco della Fontana et le mausolée des Gonzagues dans la basilique Saint-André (1595). Dans cette même basilique, il décore la chapelle Tullio Petrozzani . Il est chargé du suivi des fortifications de Casale Monferrato et de l'entretien des digues du Pô. Il s'occupe également de productions théâtrales dont le Pasteur Fido de Guarin en 1598. L'église Sain-maurice fut construite dans le style baroque au début du XVIIe siècle sur un projet d'Antonio Maria Viani,  ainsi que l' église de Sant'Orsola en 1608 à la demande de Marguerite de mantoue. Le palais Guerrieri Gonzaga, l’actuel Palais de justice, siège de la Cour et d’autres instances judiciaires, est une autre œuvre de Viani. Très certainement à la demande de François Gonzague, il décore la calotte de l'abside de la cathédrale. Mais c’est au sein du Palazzo Ducale qu'il a opéré avec le plus de continuité en qualité de maître d'ouvrage, concevant et suivant la réalisation de la décoration de quelques-unes des salles les plus célèbres, comme la galerie de l’exposition et la galerie des métamorphoses, l’appartement de Vincent Ier et la Scala Santa.
Parmi les entreprises picturales où l’inventivité effrontée du maniériste tardif trouve des accents personnels, soutenus par une délicate sensibilité chromatique, se détachent les fresques de l’abside de la cathédrale de Mantoue (1593) et de la cathédrale San Pietro al Po de Crémone (1607) dont il reste un ensemble impressionnant de dessins préparatoires (Teplice, Musée régional).
Au début du dix-septième siècle, Viani était un peintre que l'on associait à la région culturelle de Mantoue, mais il réussit à s'enraciner dans le Piémont lorsque les Savoie décidèrent de nouer des relations politiques et culturelles avec la cour de Mantoue. Le tableau de l' Immaculée Conception, qui se trouve dans l'ancien Coro, avec Saint Sebastien à droite de la Bienheureuse Vierge Marie et Sainte Margherite à gauche, pourrait être un hommage à l'infante Marguerite de Savoie, veuve de François IV Gonzague, duc de Mantoue et Monferrat, dont il aurait bénéficié d'une rente. 
En 1606, le duc Vincent Ier de Mantoue le chargea de réaliser la résidence d'été de la famille Gonzague au bord du lac de Garde. Il construisit un palais à Toscolano Maderno ( Palazzo Gonzaga )  avec un parc attenant de 20 000 m2 que le duc ne vit pas avant sa mort en 1612. Une autre mission importante confiée à Viani en 1619-1622 fut la Villa Arrigona, une demeure hors la ville, située près de San Giacomo delle Segnate, construite entre 1613 et 1622 à la demande du comte Pompeo Arrigoni. 
Jusqu'à sa mort en 1630, il reste le seul préfet des Bâtiments de Mantoue, sous le règne des cinq ducs qui se succédèrent pendant cette période de trente ans.

## Œuvres picturales
- Gloire du Nom de Jésus, retable, église catholique de Munich, 1586-1587.
- Sacrifice de l'ancienne alliance, retable, église Saint-Michel de Munich, 1586-1587.
- Père éternel parmi les quatre docteurs de l'église, fresque, Mantoue, basilique de Saint André, chapelle de la sacristie.
- Lapidation de Santo Stefano, fresque, Mantoue, basilique de Sant'Andrea, sacristie.
- La Trinité avec la Vierge et Saint Jean parmi les anges, fresque, 180   m², Mantoue, cathédrale Saint-Pierre, abside.
- Saint Michel Archange démolit le diable, 1594-1595, huile sur toile, 330x233 cm, Mantoue, Museo di Palazzo Ducale.
- La Vierge présentant Sainte Marguerite à la Trinité, 1619, huile sur toile, 451x374 cm, Mantoue, Museo di Palazzo Ducale.
- L'annonciation, huile sur cuivre, 54,5x42,5 cm, Sienne, Museo Civico.
- Sant'Orsola et Santa Margherita en adoration de la Trinité, Santa Barbara, Santa Maddalena, peintures, Mantoue, église de Sant'Orsola.
- San Michele Arcangelo, retable, huile sur toile, église abbatiale de la Sacre de San Michele à Val di Susa, Turin, 1630 ?
- Immaculée Conception, retable, huile sur toile, église abbatiale de la Sacre de Saint Michel à Val di Susa, Turin, 1630 ?

Ces dernières ont toutes deux été commandités par le cardinal Maurice de Savoie (1611-1637).